# Теранова ди Сибари
Теранова ди Сибари (итал. Terranova da Sibari) је насеље у Италији у округу Козенца, региону Калабрија.
Према процени из 2011. у насељу је живело 4887 становника. Насеље се налази на надморској висини од 287 м.

## Становништво
Према резултатима пописа становништва 2011. у општини је живело 4.999 становника.
| 1931. | 1936. | 1951. | 1961. | 1971. | 1981. | 1991. | 2001. | 2011. |
| ----- | ----- | ----- | ----- | ----- | ----- | ----- | ----- | ----- |
| 3.608 | 3.776 | 4.692 | 4.665 | 5.035 | 5.268 | 5.304 | 5.216 | 4.999 |

## Партнерски градови
- Роман, Авељанеда